# Costituzione greca del 1823
La Costituzione greca del 1823 è il secondo testo costituzionale adottato durante la Guerra d'indipendenza greca, iniziata nel 1821. Nella primavera del 1823 (marzo-aprile) ebbe luogo la 2a Assemblea Nazionale, che adottò la nuova costituzione, denominata "Legge di Epidauro" (Νόμος της Επιδαύρου). Questo fu un periodo difficile, poco prima dell'inizio della prima aspra guerra civile durante la Rivoluzione.
La Costituzione del 1823 comprende 99 articoli ed è composta da sette sezioni:
- Sezione A': sulla religione.
- Sezione B': sui diritti civili dei greci.
- Sezione Γ': sulla funzione dell'Amministrazione.
- Sezione Δ': sui compiti dell'organo legislativo.
- Sezione Ε': sui compiti dell'organo esecutivo.
- Sezione ΣΤ': sui parlamentari.
- Sezione Ζ': sul ramo giudiziario.

In sostanza, la Costituzione del 1823 presentava la stessa struttura con la Costituzione del 1822. Le disposizioni per i diritti umani erano più estese e la funzione della giustizia era regolata in modo più dettagliata. Petrobey Mavromichalis fu rieletto presidente dell'organo esecutivo. La II Assemblea sciolse tutti gli organi legislativi locali e abrogò il titolo di "Alto Comandante in Capo", precedentemente attribuito a Theodoros Kolokotronis.
La Costituzione greca del 1823 faceva riferimento diretto alla Costituzione americana come sua ispirazione e includeva come emendamenti le traduzioni greche complete della Dichiarazione di indipendenza americana del 1776 e della Costituzione americana.